# Калима (водохранилище)
Калима (исп. Embalse del Calima, Lago Calima) — водохранилище в департаменте Валье-дель-Каука, Колумбия, одно из крупнейших искусственных озёр в стране.

## География
Калима находится в западной части страны, примерно в 80 километрах от океана. Длина — около 13 километров, ширина (максимальная) — 2,5 километра, площадь — 70 км², объём — 0,581 км³, высота над уровнем моря колеблется от 1400 до 1500 метров.

## Описание
Строительство плотины было начато компанией PERINI Company в 1961 году и успешно завершено в 1966 году. Вскоре туристы оценили красоту получившегося озера, и вокруг водохранилища начали появляться посёлки, курорты, рестораны, гостиницы, кемпинги. Средняя температура воды составляет 19 °C круглый год, но может колебаться от 12 до 26 °C. Сильные и постоянные ветра обеспечили озеру популярность у любителей виндсёрфинга и кайтсёрфинга.

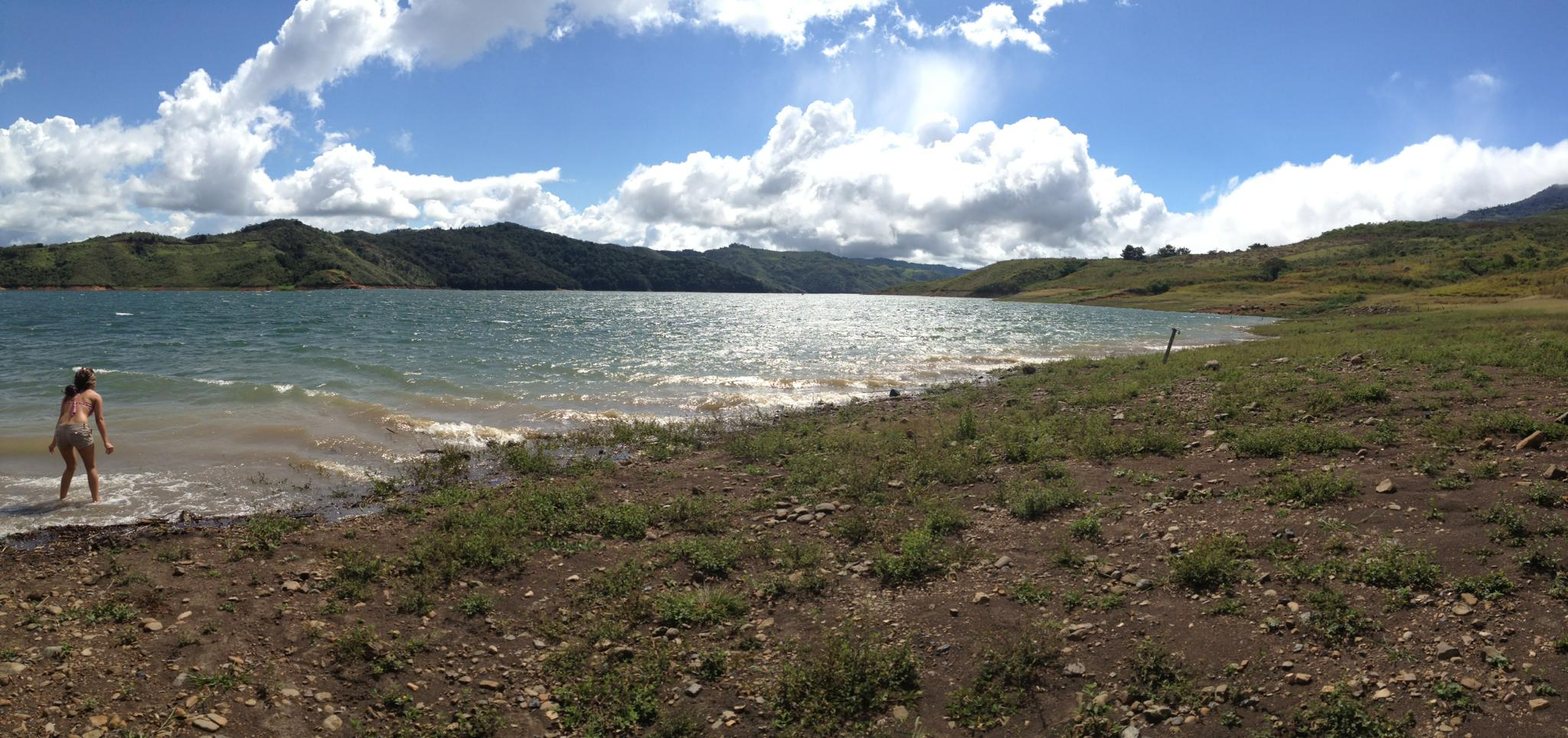
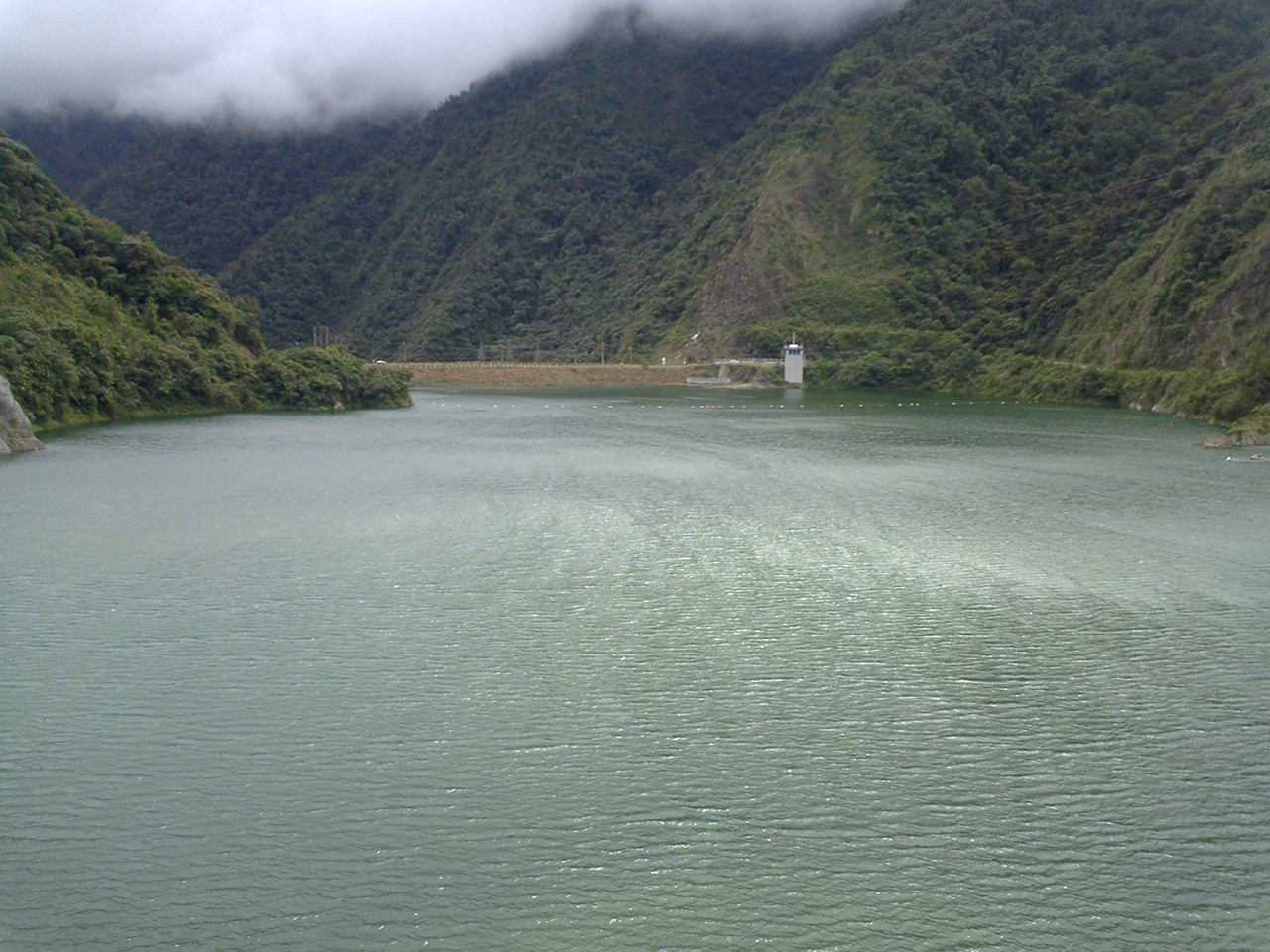
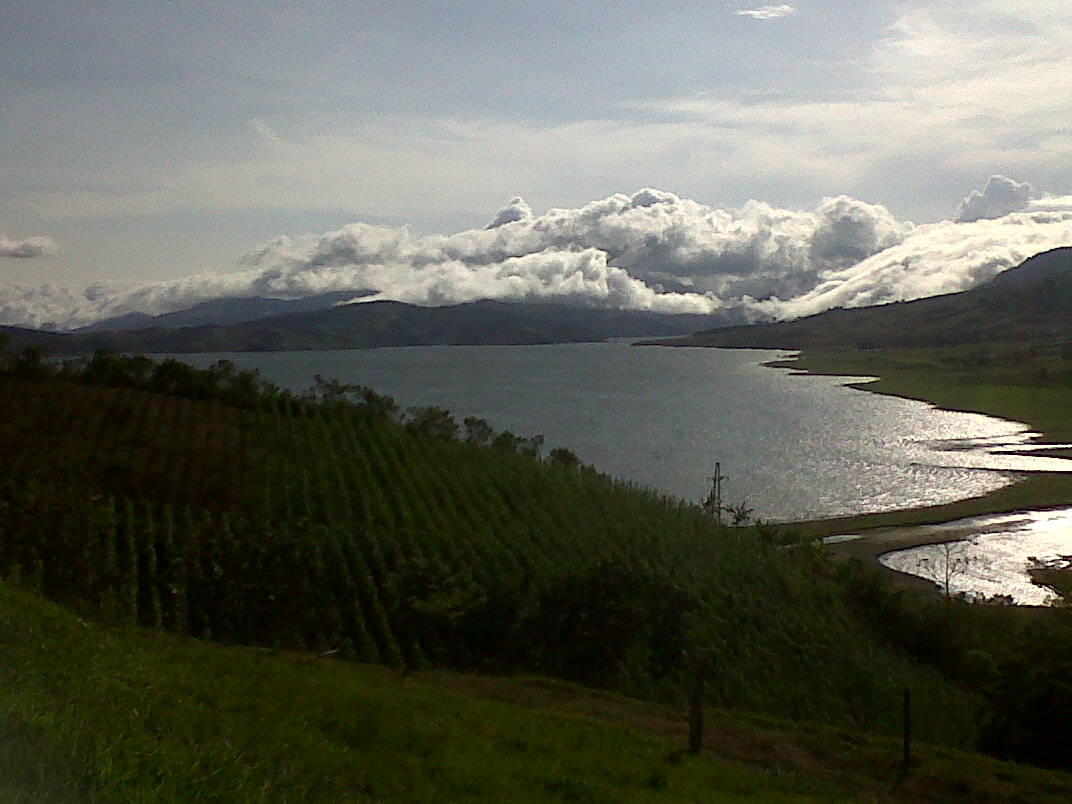
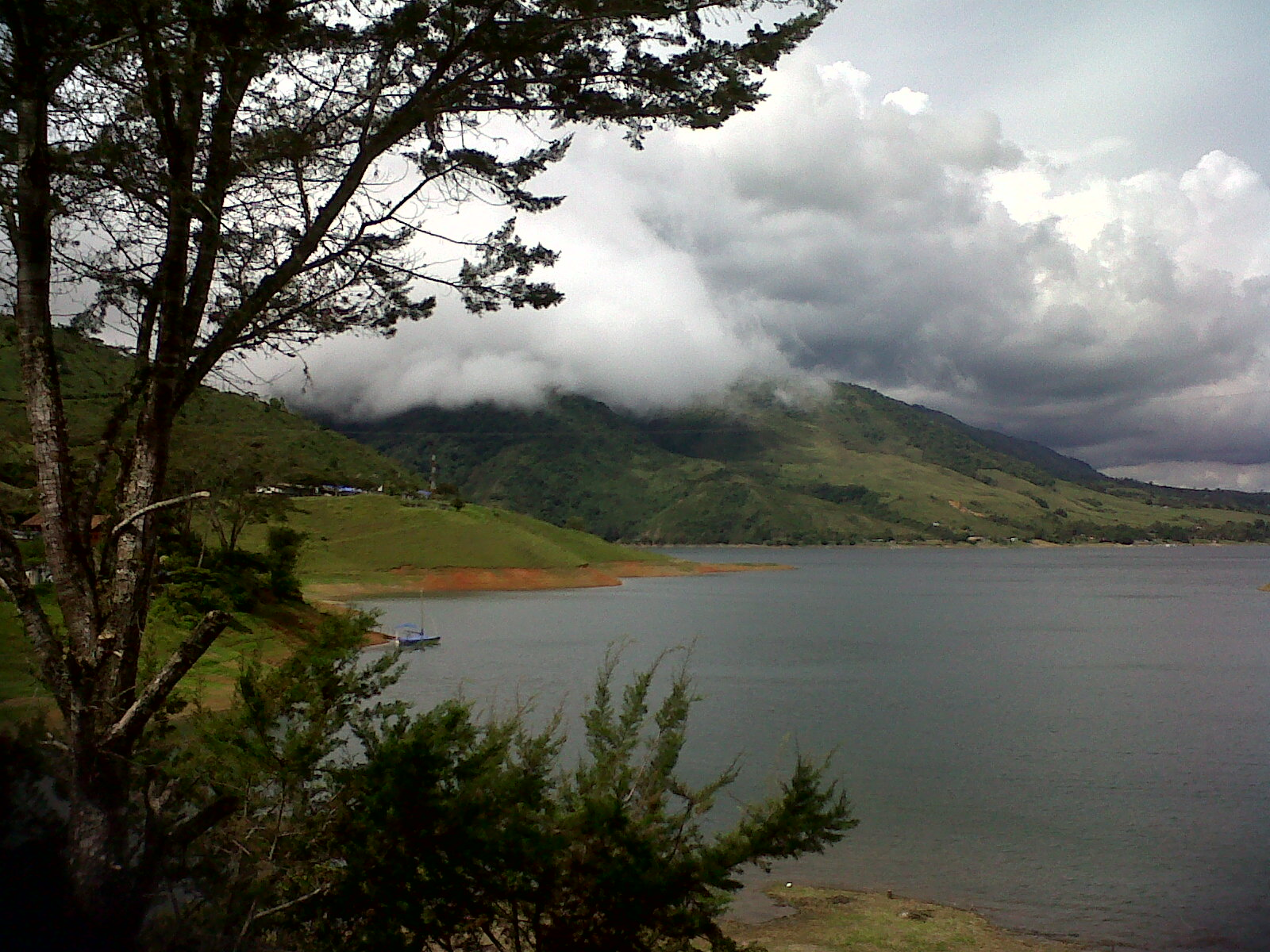